# Mirza Begić
Mirza Begić (Bijeljina, 9 luglio 1985) è un ex cestista bosniaco naturalizzato sloveno.

## Carriera
Le sue prime stagione ai massimi livelli europei hanno luogo nelle file dell'Olimpia Lubiana, dal 2007 al 2009, registrando il suo debutto in Eurolega. Dal 2009 al 2010 gioca con i lituani dello Zalgiris Kaunas. Approda nel gennaio 2011 al Real Madrid, dove resterà per tre stagioni. Nel 2013 i madrileni raggiungono la finale di Eurolega, persa contro l'Olympiakos, ma si aggiudicano il campionato spagnolo Liga ACB sconfiggendo i rivali del Barcelona. Nella stagione 2013-14 è ingaggiato dai greci dell'Olympiakos, reduci da due trionfi in back-to-back nelle precedenti due edizioni dell'Eurolega.
La sua consistenza difensiva e a rimbalzo, insieme con gli ottimi fondamentali offensivi sotto canestro, gli hanno garantito stabilmente il ruolo di centro nella nazionale slovena. Ai Campionati europei 2011, edizione in cui la Slovenia ottenne un buon settimo piazzamento, guidò il torneo nella classifica dei migliori stoppatori.
A settembre 2020 annuncia il suo ritiro dal basket agonistico.

## Palmarès
- Campionato spagnolo: 1

Real Madrid: 2012-13
- Campionato croato: 1

Cedevita Zagabria: 2016-17
- Campionato sloveno: 1

Union Olimpija: 2017-18
- Coppa di Slovenia: 2

Union Olimpija: 2008, 2009
- Copa del Rey: 1

Real Madrid: 2012
- Coppa di Croazia: 1

Cedevita Zagabria: 2017
- Supercoppa spagnola: 1

Real Madrid: 2012
- Lega Baltica: 1

Žalgiris Kaunas: 2009-10
- Coppa Intercontinentale: 1

Olympiacos: 2013